# Michael W. Smith
Michael Whitaker Smith, spesso chiamato "Smitty" (Kenova, 7 ottobre 1957), è un cantante, compositore, chitarrista e pianista statunitense.
Dal suo primo progetto da solista nel 1983, Smith è diventato uno degli artisti più popolari di musica cristiana contemporanea nel mondo. Smith stesso esita a dare un'etichetta alla sua musica e afferma che lui "non fa un album per il mercato cristiano o per il mercato della musica pop, ma registra e basta". Smith ha spesso raggiunto i vertici delle classifiche sia di radio cristiane che della Billboard e viene frequentemente nominato come uno dei migliori tastieristi nel rock and roll in Keyboard Magazine. Smith ha venduto più di 13 milioni di album e ha ottenuto 29 brani al primo posto delle classifiche. Fino al 2005 ha conquistato 14 dischi d'oro e 5 di platino, 40 Dove Awards, un American Music Award e 3 Grammy Award. È anche stato nominato come una delle persone più belle apparse sulla rivista People.

## Inizio della carriera
Negli anni in cui Smith si diplomò aveva seri problemi di droga e alcolismo. Frequentò la Marshall University per un breve periodo mentre sviluppava le sue capacità come compositore con diversi gruppi locali nelle vicinanze di Huntington, West Virginia. Lasciati gli studi, Smith si trasferì a Nashville per intraprendere una carriera come musicista professionista. Nel novembre del 1979 soffrì di una crisi mentale e emotiva che lo spinse a ritornare a Cristo. Dopo aver risolto i suoi problemi di abusi, cominciò a suonare le tastiere per il gruppo di CCM, Higher Ground.
Nel 1981 Smith venne assunto dalla Meadowgreen Music come compositore; guadagnò sempre più reputazione scrivendo successi gospel per artisti come Sandi Patty, Kathy Troccoli, Bill Gaither e Amy Grant. L'anno successivo cominciò ad andare in tour come tastierista per Amy Grant nel suo Age to Age tour. Infine cominciò ad aprire i concerti della Grant con sue performance e registrò anche il suo primo successo Grammy con l'album: The Michael W. Smith Project, l'album fu autoprodotto nel 1983 con l'etichetta della Reunion Records; un'etichetta creata dal cognato di Amy Grant, Dan Harrel, assieme a Michael Blanton. In questo disco si trova la prima registrazione del brano Friends che Smith scrisse con sua moglie Deborah. Questa canzone, che è una delle sue canzoni più rappresentative, fu probabilmente quella che richiese meno tempo per essere scritta, infatti venne composta in un pomeriggio solo e dedicata ad un amico che stava per trasferirsi; nessuno avrebbe immaginato che sarebbe diventata un successo di tale proporzione.
Nel periodo in cui uscì il suo secondo album pop, pubblicato nel 1984, stava cominciando a fare concerti tutti suoi. Nel 1986, Smith pubblica l'album rock The Big Picture, con il noto produttore Johnny Potoker (Brian Eno, Genesis, Madonna, No Doubt, Talking Heads, etc).
Dopo l'uscita, nel 1988, di i 2 (EYE), Smith ancora una volta partecipa al "Lead Me On World Tour" con Amy Grant. L'anno successivo registra il suo primo album natalizio

## I Grandi Successi
Nel 1990 Michael W. Smith pubblica Go West Young Man che è stato il suo primo vero album di successo, include anche il brano "Place In This World". Quest'album venne seguito da Change Your World nel 1992 (in cui si trova "I Will Be Here For You"), I'll Lead You Home nel 1995 e Live The Life nel 1998. Nel 1998 Smith pubblica anche il suo secondo lavoro natalizio, Christmastime. Nel 1999 esce This Is Your Time, scritto in collaborazione con Wes King, il cognato del Segretario di Stato della Florida Katherine Harris, che fu ispirato dalla sparatoria alla Columbine High School, in Colorado. Smith venne invitato a cantare ad alcuni dei funerali che furono tenuti in onore delle vittime; questo ebbe un forte impatto in lui.
Nel 1996 Smith apre una sua etichetta discografica (nonostante lui non la usi per i suoi album), Rocketown Records, chiamata così per un brano presente su The Big Picture. Smith afferma che la casa discografica è portata avanti dagli artisti stessi e il primo a firmare è stato Chris Rice, che aveva scritto il brano "Go Light Your World", il successo del 1995 di Kathy Troccoli.
Quasi tutti gli album di Smith contengono almeno una traccia strumentale e per questo nel 2000 Smith registrata il suo primo album interamente strumentale, Freedom, dopo molti anni di attesa. L'anno successivo, il 2001, Smith pubblica un album di sola lode e adorazione chiamato Worship, curiosamente l'11 settembre. Questo album viene seguito da un sequel, Worship Again, nel 2002. Entrambi gli album sono stati registrati durante un concerto live (entrambi gli album sono inoltre gli unici a contenere quasi esclusivamente brani che non ha scritto lui stesso). Un DVD dal titolo Worship, che comprende una selezione di entrambi gli album, venne registrato live a Edmonton in Alberta alla Youth Conference nel 2002. Questo video ha raggiunto immediatamente i primi posti nella classifica dei video più venduti diventando un best seller sia negli Stati Uniti che in Canada.
Dopo due decenni, finalmente Smith vince il premio come miglior Voce Maschile dell'Anno ai GMA Music Awards nel 2003.
Smith scrisse un brano intitolato "There She Stands", spinto dagli avvenimenti dell'11 settembre 2001. Cantò questa canzone al Republican National Convention nel 2004. Introducendo il brano prima di cantare, sottolineò il suo incontro personale con il Presidente George W. Bush nell'Ufficio Ovale nell'ottobre del 2001, poco tempo dopo gli attacchi. Smith accennò che il Presidente, un suo fan personale (come anche il padre del Presidente), e amici di famiglia dell'artista, gli chiesero di scrivere una canzone riguardo agli attacchi. Il brano riguarda la forza dell'America di rialzarsi dalle ceneri e restare forte anche dopo avvenimenti così terribili.
Smith è diventato un buon amico del cantante degli U2, Bono. I due hanno unito le loro forze in diverse occasioni per performance insieme e in relazione alla DATA Organization di Bono. Mentre gli U2 stavano registrando il loro album How to Dismantle an Atomic Bomb, Bono ha invitato Smith nel loro studio per contribuire ad un brano che però non fu terminato in tempo per essere presente nel disco, però potrebbe comparire in futuro in un altro progetto.
L'album di Smith Healing Rain venne pubblicato nel 2004 e al debutto raggiunse la posizione numero 11 nella classifica Billboard Hot 200 Chart. Il brano con il titolo omonimo è stato al primo posto nella Radio & Records Charts e venne anche prodotto un video per la canzone. L'album venne nominato per il Grammy Award nella categoria di miglior Album Pop/Contemporary Gospel; combina infatti lo stile pop degli album precedenti con l'atmosfera di lode e adorazione dei suoi ultimi lavori. Un nuovo album, Stand, è stato pubblicato nel novembre del 2006.
Smith e sua moglie hanno scritto la sigla di Kanakuk Kamps negli ultimi 2 decenni. La sigla ha dato spunto a successi notevoli come "Love Crusade", "Live the Life" e "Straight to the Heart".
Al concerto tenuto a Wabash, Indiana il 29 aprile 2007, Smith ha annunciato che di lì a poco sarebbe andato a Londra per cominciare le registrazioni di un nuovo album per Natale.

## Altre iniziative
Nel 1994 Smith ha aperto un club per ragazzi, chiamato Rocketown, a Franklin, Tennessee. Nei primi mesi del 2003 il club ha cambiato sede spostandosi in un magazzino ristrutturato a Nashville. Il locale offre un'ampia sala da ballo, uno skate park al chiuso e un bar che ospita musica acustica live. Un articolo della rivista "Christian Activities" cita: La missione di Rocketown è di creare un ambiente culturalmente rilevante che porti a rapporti personali tra gli adolescenti e gli educatori cristiani per venire incontro alle loro necessità fisiche, sociali e spirituali.
Smith è coinvolto attivamente in servizi di volontariato e è vice presidente del President's Council on Service and Civic Participation che è diretta da Jean Case della Case Foundation
Smith ha partecipato anche ad un film diretto da Steve Taylor intitolato The Second Chance che è stato distribuito il 17 febbraio 2006 in alcuni cinema selezionati. Nel film fa la parte di un pastore assegnato al centro storico della città. Nel film è inoltre presente Jeff Obafemi Carr e la colonna sonora è ora disponibile dalla Reunion Records. Il DVD del film è stato pubblicato il 18 luglio 2006.
Dopo il devastante terremoto ad Haiti, avvenuto il 13 gennaio 2010, Smith ha scritto, insieme a David Mullen e Cindy Morgan, un brano per raccogliere fondi. La canzone, dal titolo "Come together now", è stata cantata da numerosi cantati cristiani tra cui spiccano Michael Tait, Travis Cottrel e Natalie Grant.

## Vita Personale
Michael è sposato con Deborah (Debbie) K. Davis Smith e ha cinque figli: Ryan Whitaker, Whitney Katherine, Tyler Michael, Anna Elizabeth ed Emily Allison. Vive in periferia a Nashville alla fattoria della famiglia Smith.

## Discografia

### Albums
| Titolo                        | Data di pubblicazione | Billboard 200 | RIAA    | Music Canada |
| ----------------------------- | --------------------- | ------------- | ------- | ------------ |
| The Michael W. Smith Project  | 1983                  | -             | Oro     |              |
| Michael W. Smith 2            | 1984                  | -             |         |              |
| The Big Picture               | 1 Feb 1986            | -             |         |              |
| The Live Set                  | 1 Mar 1987            | -             |         |              |
| i 2 (EYE)                     | 1988                  | -             | Oro     |              |
| Christmas                     | Giugno 1989           | -             |         |              |
| Go West Young Man             | 1990                  | 74            | Platino |              |
| Change Your World             | 1 Gen 1992            | 86            | Platino |              |
| The First Decade (1983-1993)  | 12 Ott 1993           | -             |         |              |
| The Wonder Years (box set)    | 1993                  | -             |         |              |
| I'll Lead You Home            | 29 Ago 1995           | 16            | Platino |              |
| Live The Life                 | 28 Apr 1998           | 23            | Oro     |              |
| Christmastime                 | 13 Ott 1998           | 90            |         |              |
| This Is Your Time             | 23 Nov 1999           | 21            | Oro     |              |
| Freedom                       | 21 Nov 2000           | 70            |         |              |
| Worship                       | 11 Set 2001           | 20            | Platino | Oro          |
| Worship Again                 | 22 Ott 2002           | 14            | Oro     |              |
| The Second Decade (1993-2003) | 7 Ott 2003            | 38            |         |              |
| Healing Rain                  | 26 Ott 2004           | 11            | Oro     |              |
| Stand                         | 7 Nov 2006            | -             |         |              |
| A New Hallelujah              | 2008                  |               |         |              |
| WONDER                        | 2010                  |               |         |              |
| GLORY                         | 21 Nov 2011           |               |         |              |
| DECADES OF WORSHIP            | 13 Gen 2012           |               |         |              |
| HYMNS                         | 24 Mar 2014           |               |         |              |
| SOVEREIGN                     | 13 Mag 2014           |               |         |              |
| THE SPIRIT OF CHRISTMAS       | 30 Set 2014           |               |         |              |
| A MILLION LIGHTS              | 16 Feb 2018           |               |         |              |
| SURROUNDED                    | 23 Feb 2018           |               |         |              |
| AWAKEN                        | 22 Feb 2019           |               |         |              |

### Importazioni
| Album                                            | Anno di pubblicazione | Billboard 200 | RIAA |
| ------------------------------------------------ | --------------------- | ------------- | ---- |
| Live the Life (w/bonus tracks - Japanese Import) | 1998                  | -             | -    |
| Freedom                                          | 2000                  | -             | -    |

### Collaborazioni
| Album                                                     | Anno di pubblicazione | Billboard 200 | RIAA |
| --------------------------------------------------------- | --------------------- | ------------- | ---- |
| Our Christmas                                             | 1990                  | -             | -    |
| Our Hymns                                                 | 1991                  | -             | -    |
| My Utmost for His Highest                                 | 1995                  | -             | -    |
| My Utmost for His Highest: The Covenant                   | 1996                  | -             | -    |
| Emmanuel                                                  | 1996                  | -             | -    |
| Tribute: The Songs Of Andrae' Crouch                      | 1996                  | -             | -    |
| The Jesus Record                                          | 1997                  | -             | -    |
| Exodus                                                    | 1999                  | -             | -    |
| The McCaughey Septuplets: Sweet Dreams                    | 2000                  | -             | -    |
| Your Love Broke Through: The Worship Songs of Keith Green | 2002                  | -             | -    |
| Roaring Lambs                                             | 2005                  | -             | -    |
| Ultimate Music Makeover: The Songs of Michael W. Smith    | 2005                  | -             | -    |

### Singoli/Edizioni Speciali/EP's
| Album                              | Anno di pubblicazione | Billboard 200 | RIAA |
| ---------------------------------- | --------------------- | ------------- | ---- |
| Live The Life (Remix EP)           | 1997                  | -             | -    |
| The Acoustic Set: A Live Recording | 2000                  | -             | -    |
| Devotions                          | 2001                  | -             | -    |

### Singoli
| Anno | Titolo                       | Posizione in classifica      | Posizione in classifica |
| ---- | ---------------------------- | ---------------------------- | ----------------------- |
| Anno | Titolo                       | Billboard Adult Contemporary | Billboard Hot 100       |
| 1991 | "Place In This World"        | 5                            | 6                       |
| 1991 | "For You"                    | 20                           | 60                      |
| 1992 | "I Will Be Here For You"     | 1                            | 27                      |
| 1993 | "Somebody Love Me"           | 10                           | 71                      |
| 1998 | "Love Me Good"               | -                            | 61                      |
| 1999 | "This Is Your Time"          | 25                           | -                       |
| 2005 | "Bridge Over Troubled Water" | 28                           | -                       |

### Video (DVD/VHS)
- A new hallelujah (DVD) (2009)
- Live in Concert – A 20 Year Celebration (DVD) (2003)
- Worship (DVD) (2002)
- Change Your World Live (VHS) (1993)
- The Big Picture Tour (VHS) (1987)
- Michael W. Smith In Concert (VHS) (1985)

### Colonne sonore (CD)
- The Second Chance (CD) (2006)

### Film (DVD)
- Joshua (DVD) (2002)
- The Second Chance (DVD) (2006)